# Castell Sa Sala
Castell Sa Sala es tracta d'un jaciment arqueològic de Vilavova de Sau (), inclòs a l'Inventari del Patrimoni Arqueològic i Paleontològic de Catalunya, en un abric del Cingle Vermell.
Està datat al Paleolític superior entre el 9000 i 1500 cal aC, en el que es van documentar en les excavacions dutes a terme posteriorment a la que van realitzar Francesc Farres i Joan Valls, en dues cales no excavades. En una d'aquestes es va documentar una gran varietat d'instruments lítics amb traces d'ús així com restes de fauna autòctona i al·lòctona.

## Descobriment i historiografia del jaciment
Aquest jaciment forma part del conjunt del Cingle Vermell al municipi de Vilanova de Sau i va ser documentat i excavat per part de dos afeccionats, que va ocupar una extensió de 8,6 per 6 metres, aquests van deixar dos testimonis que van ser excavats posteriorment pel Doctor Jordi Estévez de la Universitat Autònoma de Barcelona.

## Troballes
Dels dos testimonis excavats, el primer no va donar cap material arqueològic i el segon en poca quantitat. En aquest últim, s'hi van documentar sobretot indústria lítica fabricada sobre nòduls, geodes i roques sílices com el sílex, calcedònia i jaspi, i en menor proporció, sobre quarsites, cristall de roca i quars. Pel que fa als instruments lítics trobats, de més a menys nombrosos són: rascadors, gratadors, denticulats, abruptes indiferenciats, truncaments, becs, puntes amb dors, làmines amb dors, burins i foliacis. Aquests estris van ser utilitzats.
Quant a fauna cal destacar espècies autòctones com cavall, cérvol, cabra, isard, toro salvatge, conill i eriçó i d'altres restes més singulars com perdiu africana, àguila reial i voltor. Amb l'estudi de restes faunístiques, calculant l'índex de rendibilitat, indicaria la possibilitat que s'alimentessin al voltant d'unes 20 persones durant un període d'entre 37 i 60 dies.
Per altra banda, gràcies a l'estudi pol·línic ha permès deduir que el clima en la zona era molt semblant a l'actual, però una mica més fred.